# クリストファー・ホジソン
クリストファー・ホジソン（Christopher Pemberton Hodgson、1821年 - 1865年10月11日）は19世紀の英国の探検家、作家、外交官で、箱館英国領事、フランス代弁領事および初代長崎英国領事（事務取扱）を務めた。

## 経歴
ハートフォードシャー州リックマンウォース（Rickmansworth）教区牧師であった父エドワード・ホジソンの4男として1821年に誕生。イートン校とケンブリッジ大学に学んだ後、1839年に兄のアーサーを追ってシドニーに移った。オーストラリアでは農地の開拓や探検に従事した。
1846年、英国に戻り、オーストラリアでの回想録を出版した。1849年には「The Wanderer」を出版。1851年から1855年にかけて、フランスのバイヨンヌとカーンで、無給の副領事を務めた。
外圧により1855年に幕府が函館を開港すると、1859年2月にホジソンは英国の初代函館領事に任命され、妻と娘を連れて日本に向かった。しかし長崎領事に予定されていたジョージ・モリソンの到着が遅れたため、ラザフォード・オールコックから指名されて1859年6月から同年10月まで初代の長崎領事（事務取扱）を務め、モリソン到着後箱館に移った。箱館在勤中はフランス代弁領事も兼任した。公用文書における自身の肩書について「イギリスコンシュル（British Consul）」ではなく、「ブリタニア女王陛下コンシュル（Her Britannic Majesty’s Consul）」を用いるよう求めるなど、領事職の権威にうるさく、奉行所の役人の態度にもしばしば不満をもらし、着任して約1年後に、奉行所で引替金をめぐって傍若無人の態度をとったことがもとで罷免され日本を去った。箱館では、日本の植物事情と標本1500種採取し、王立キュー植物園に提供した。日本滞在中の記録に「ホジソン長崎函館滞在記」がある。
函館領事在任中の1860年7月31日に、ホジソンの泥酔ぐせなどの素行の問題から、函館在留の英国人商人から、オールコック宛てにホジソンに対する不満状が提出され、これに伴い、免職されることなり、同年10月に函館から江戸へ向かい、10月15日にオールコックと会見した後、妻子とともに香港経由で英国に帰国した。
英国帰国後、ラッセル外相に函館への帰任を申請したが、認められず、1862年3月には外務職員を引退し、1865年10月11日にポーで死亡した。

## 著作
- Reminiscences of Australia, with hints on the squatter's life
- A residence at Nagasaki and Hakodate in 1859-1860
- 多田実訳『ホジソン長崎函館滞在記』新異国叢書 第II輯 第4巻。ISBN 978484190286-0